# Світлий (Томський міський округ)
Сві́тлий (рос. Светлый) — селище у складі Томського міського округу Томської області, Росія.

## Населення
Населення — 7479 осіб (2010; 7514 у 2002).
Національний склад (станом на 2002 рік):
- росіяни — 92 %